# Thomas Birnböck
Thomas Birnböck (* 5. Januar 1811 in München; † 20. April 1870 ebenda) war ein Metallstempelschneider.

## Leben
Unter seinen Arbeiten sind eine Folge von Siegeln für Ritter von Mayerfels in München, ein großes Siegel des Kaisers von Russland und das Kabinettssiegel des Königs von Württemberg hervorzuheben. Er führte außerdem viele andere Siegel für Fürsten, Grafen, Kardinäle, Erzbischöfe etc. aus. Abdrücke von Birnböckschen Stempeln werden von Sammlern hochgeschätzt.